# آلما (خواننده فنلاندی)
آلما-صوفیا میتینن (به انگلیسی: Alma-Sofia Miettinen؛ زادهٔ ۱۷ ژانویهٔ ۱۹۹۶) که با نام هنری آلما (انگلیسی: ALMA) شناخته می‌شود، خواننده-ترانه‌پرداز فنلاندی است. وی از سال ۲۰۱۳ میلادی تاکنون مشغول فعالیت بوده‌است.

## حرفه

### ۲۰۱۳: آیدلز
در سال ۲۰۱۳، و در سن ۱۷ سالگی، آلما برای فصل هفتم آیدل‌های فنلاندی یک تست داد. وی به برنامه‌های زنده راه یافت، و نفر پنجم شد.

### ۲۰۱۵–۲۰۱۶:موهامو رنگ می‌کنمو دست‌یابی به موفقیت
در سال ۲۰۱۵، وی در یکی از تک‌آهنگ‌های سینی سابوتاژ «موتا کو ما» حضور پیدا کرد. در مارس سال ۲۰۱۶، آلما قراردادی را با یونیورسال موزیک امضا کرد، و در ژوئن همان سال اولین تک‌آهنگش را به اسم «کارما» منتشر کرد. این آهنگ در رتبه پنجم فینیش سینگلز چارت قرار گرفت.

## زندگی شخصی
آلما در مقاله‌ای از گی تایمز در مارس سال ۲۰۱۹ تایید کرد یک لزبین می‌باشد و همچنین در یک رابطه نیز است. شریک وی یک فعال حقوق مدنی و شاعر فنلاندی به اسم ناتالیا کالیو است.

## ترانه‌شناسی
انتشارات منتخب
- موهامو رنگ می‌کنم (ئی‌پی) (۲۰۱۶)
- میکس‌تیپ قوانین سخت (ئی‌پی) (۲۰۱۸)
- آیا او را دیده‌ای؟ (۲۰۲۰)
- ماشین زمان (۲۰۲۳)